# Golfo Karaginski
O golfo Karaginski (em russo:  Карагинский залив, transl. Karaginski zaliv) é um amplo golfo na costa ocidental do mar de Bering, localizado na zona norte-oriental da Sibéria, na costa oriental da península de Kamtchatka, krai de Kamtchatka, na Rússia. Tem cerca de 117 km de entrada para o interior. A profundidade do golfo é de 30 a 60 m. A maior ilha no golfo é a ilha Karaginski, que está separada do continente pelo estreito de Litke (com amplitude de 21 a Predefinição:72).
As águas do golfo Karaginski estão cobertas por gelo desde dezembro até junho.